# Ordre norvégien des francs-maçons
L'Ordre norvégien des francs-maçons (norvégien : Den Norske Frimurerorden), connu également comme la Grande Loge de Norvège, est la principale obédience maçonnique de Norvège, fondée en 1891.

## Histoire et fonctionnement

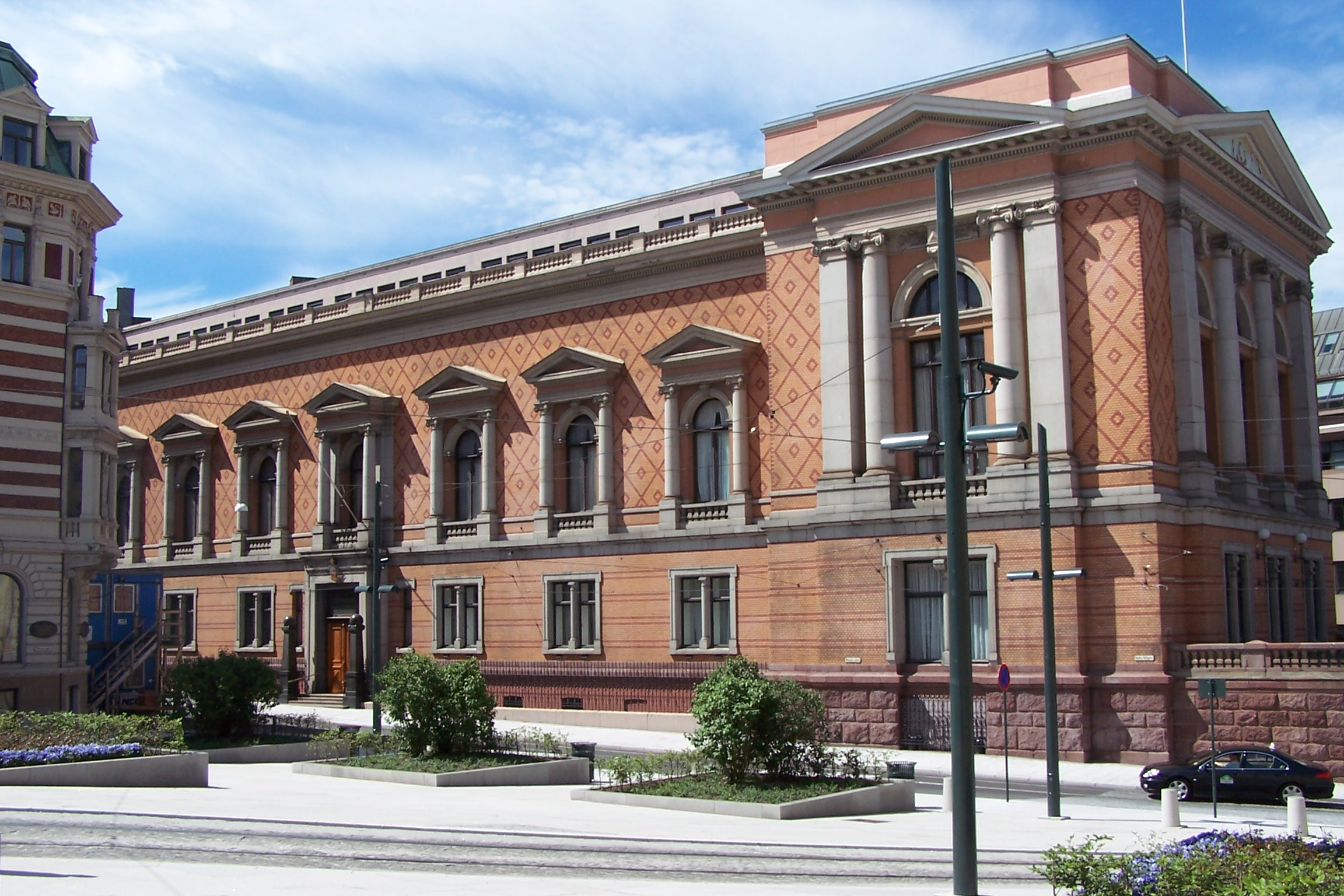
Bâtiment de la loge maçonnique principale de l'obédience (stamhus) dans le centre d'Oslo, près du Parlement

L'ordre norvégien des francs-maçons suit le Rite suédois depuis 1818, exigeant de ses membres qu'ils soient chrétiens. De 1818 à 1905, les rois de Suède et de Norvège : Charles XIV Jean, Oscar Ier, Charles XV et Oscar II en furent les grands-maîtres. L'ordre norvégien des francs-maçons prit son indépendance dès 1891. En 2009, il rassemblait environ 20 000 membres.
L'ordre comprend 63 loges de Saint-Jean (travaillant du 1er au 3e degré), 19 loges de Saint-André (du 4e au 6e), trois loges du second ordre (7e degré), quatre loges du premier ordre (7e et 8e degrés), trois loges provinciales (7e au 10e degrés), la grande loge (7e au 12e degré) et une loge de recherche. Son siège se situe à Oslo, dans un grand bâtiment proche du parlement.

## Loges connues
- Saint Olaf au léopard blanc : fondée le 24 juin 1749, c'est la plus ancienne loge de Norvège. Jusqu'en 1818, elle était rattachée à la franc-maçonnerie danoise.
- Saint Olaf aux trois colonnes : mentionnée dans la presse en 2011 pour avoir été la loge à laquelle Anders Behring Breivik appartint quelque temps. Il en fut radié immédiatement après son arrestation.